# Inferno (groupe)
Pour les articles homonymes, voir Inferno.
Inferno est un groupe de punk hardcore allemand, originaire d'Augsbourg. Le groupe se forme en 1981 et dure neuf ans, jusqu'en 1990.

## Biographie
Le groupe est formé le 1er novembre 1981 lors d'une beuverie. Igor et Zong sont membres du groupe punk Skandal. Dans un premier temps, ils enregistrent une chanson intitulée Ram it Up. Le groupe s'appellera initialement Decontrol, inspiré du titre homonyme de Discharge. Quelques mois plus tard, après le départ d'Igor, le groupe change de nom pour Inferno, s'inspirant d'une parole de la chanson SOS de Toxoplasma (Inferno, Tod und Wahnsinn, auf Knopfdruck startbereit).
Avec désormais Archi Alert à la guitare, et Praxe à la batterie, le groupe enregistre sa première démo Gott ist tot. Thomas Ziegler, directeur du label de Mülleimer Records, signe le groupe qui publie son premier sampler Ultra Hardcore Power avec les groupes Normahl et Chaos Z. La même année, ils publient l'album Tod und Wahnsinn, qui leur vaut une renommée internationale. Ils seront même en couverture du fanzine Maximumrocknroll.
Inferno travaille ensuite pendant quelques années à quelques compilations. En 1986, ils enregistrent  un split avec le groupe japonais Hibakusha. En 1987, Archi Alert quitte le groupe pour emménager à Berlin, où il formera en 1993 le groupe Terrorgruppe. Inferno recrute alors Andreas, comme nouveau guitariste. Mais ils font face à d'autres difficultés de formation. Rolf les rejoint en tant que batteur. Le groupe part en tournée dans toute l'Europe, y compris en Yougoslavie et en Angleterre. 
Leur dernier album, It Should Be Your Problem, est publié en 1990, et comprend des textes uniquement chantés en anglais. Le groupe se sépare la même année.
En 2007 sort l'album posthume Pioneering Work au label Destiny Records.

## Membres
- Donald/Howie - chant
- Archi - guitare
- Pez/Praxe - batterie
- Zong - basse

## Discographie

### Albums studio
- 1983 : Tod und Wahnsinn
- 1986 : Live and Loud (réédité en 1990 par A.M. Music)
- 1986 : The Silence Before the Storm (split avec Execute)
- 1986 : Hibakusha
- 1990 : It Should Be Your Problem
- 2016 : Anti Hagenbach Tape

### Compilations
- 1996 : Death ad Madness
- 1996 : Die radikalen
- 2007 : Pioneering Work (double-compilation)
- 2007 : Pioneering Work

### Singles et démos
- 1983 : Gott ist tot (démo)
- 1985 : The Son of God 7"
- 1990 : Geschöpf ohne Gehirn
- 1990 : Die allerletzte

### Samplers
- 1983 : Ultra Hardcore Power
- 1984 : Welcome to 1984
- 1984 : Hardcore Power Music Vol. 2
- 1984 : Cleanse the Bacteria
- 1987 : The incredible Power of Darkness
- 1989 : Das waren noch Zeiten
- 1990 : Schlachtrufe BRD
- 1990 : Die deutsche Punkinvasion